# Notre Dame du Haut
Notre Dame du Haut eller Chapelle Notre-Dame-du-Haut de Ronchamp är ett kapell i Ronchamp i östra Frankrike. Det ritades av Le Corbusier och anses av många som ett av de bästa exemplen på sakralarkitektur från 1900-talet. Byggnaden uppfördes mellan 1950 och 1954 på en kulle utanför byn Ronchamp, där ett kapell som förstördes under andra världskriget tidigare legat. Församlingen till detta kapell, med fader Couturier i spetsen, började efter kriget att planera för ett nybygge och bestämde sig tidigt för att detta skulle bli något spektakulärt.
Huvudbyggnaden är utförd i vitmålad betong i en oregelbunden, massiv struktur, med ett tak i rå, obehandlad betong som hålls upp av inbyggda pilastrar. Fasaden är uppstyckad av små, asymmetriskt placerade ljusinsläpp med färgat glas, som ger interiören ett mångfasetterat ljus. Le Corbusier stod också för diverse konstnärlig utsmyckning av byggnaden, såsom fönstermålningar, skulpturer och fresker på utsidan. Vid första anblicken präglas byggnaden av oregelbundenhet och slumpmässighet, men Le Corbusier hade ritat hela anläggningen strikt efter sitt proportionssystem Modulor. Byggnaden visar, på ett tydligt sätt, Le Corbusiers ställningstagande och inriktning under 1950-talet och framåt, bort från den rena funktionalismen, till något som skulle kunna betecknas som senmodernism. Förutom kapellet uppfördes på platsen flera ekonomibyggnader och samlingslokaler i rå betong i en betydligt stramare stil, delvis nedsänkta i marken.
Idag används anläggningen visserligen till det som den en gång uppfördes för, nämligen som pilgrimskyrka, dit 10 000-tals vallfärdar varje år, men samtidigt är den ett populärt utflyktsmål för arkitekturintresserade och öppen för besökare året om.